# Gobemouche des Nilgiri
Eumyias albicaudatus · Niltava des Nilgiri
 (novembre 2021).
La mise en forme du texte ne suit pas les recommandations de Wikipédia : il faut le « wikifier ».
Les points d'amélioration suivants sont les cas les plus fréquents. Le détail des points à revoir est peut-être précisé sur la page de discussion.
- Les titres sont pré-formatés par le logiciel. Ils ne sont ni en capitales, ni en gras.
- Le texte ne doit pas être écrit en capitales (les noms de famille non plus), ni en gras, ni en italique, ni en « petit »…
- Le gras n'est utilisé que pour surligner le titre de l'article dans l'introduction, une seule fois.
- L'italique est rarement utilisé : mots en langue étrangère, titres d'œuvres, noms de bateaux, etc.
- Les citations ne sont pas en italique mais en corps de texte normal. Elles sont entourées par des guillemets français : « et ».
- Les listes à puces sont à éviter, des paragraphes rédigés étant largement préférés. Les tableaux sont à réserver à la présentation de données structurées (résultats, etc.).
- Les appels de note de bas de page (petits chiffres en exposant, introduits par l'outil «  Source ») sont à placer entre la fin de phrase et le point final[comme ça].
- Les liens internes (vers d'autres articles de Wikipédia) sont à choisir avec parcimonie. Créez des liens vers des articles approfondissant le sujet. Les termes génériques sans rapport avec le sujet sont à éviter, ainsi que les répétitions de liens vers un même terme.
- Les liens externes sont à placer uniquement dans une section « Liens externes », à la fin de l'article. Ces liens sont à choisir avec parcimonie suivant les règles définies. Si un lien sert de source à l'article, son insertion dans le texte est à faire par les notes de bas de page.
- La présentation des références doit suivre les conventions bibliographiques. Il est recommandé d'utiliser les modèles {{Ouvrage}}, {{Chapitre}}, {{Article}}, {{Lien web}} et/ou {{Bibliographie}}. Le mode d'édition visuel peut mettre en forme automatiquement les références.
- Insérer une infobox (cadre d'informations à droite) n'est pas obligatoire pour parachever la mise en page.

Pour une aide détaillée, merci de consulter Aide:Wikification.
Si vous pensez que ces points ont été résolus, vous pouvez retirer ce bandeau et améliorer la mise en forme d'un autre article.
Espèce
Statut de conservation UICN

 LC  : Préoccupation mineure
Le Gobemouche de Nilgiri (Eumyias albicaudatus), également appelé Niltava des Nilgiri, est une espèce d'oiseaux de la famille des Muscicapidae et dont l'aire de répartition est très restreinte dans les collines du Sud de l'Inde. On le trouve principalement dans les forêts de shola de haute altitude des Ghâts occidentaux et des Nilgiris.

## Identification
Cet oiseau mesure environ 13 cm. Il est bleu indigo foncé avec un peu de bleu violet sur le front et des lores plus foncés. Il est beaucoup plus sombre que le gobemouche vert-de-gris et ne présente pas un contraste aussi fort entre la face pâle et les lores noires. La femelle est plus terne avec du brun foncé sur les parties supérieures et du gris foncé en dessous. Les deux plumes centrales de la queue sont bleues et les plumes latérales sont brun foncé et bordées d'indigo. La base des plumes extérieures de la queue est blanche mais cela n'est pas facilement visible lorsque l'oiseau est assis. Les plumes des ailes sont marron foncé avec une étroite frange extérieure bleue. Le juvénile est brun foncé avec des taches crémeuses et un aspect écailleux sur la gorge et la poitrine. Le bec et les pattes sont noirs et l'iris est brun foncé,.

## Distribution
Cette espèce se trouve dans les hautes collines (principalement au-dessus de 1 200 m) des Nilgiris, des Palnis, des chaînes d'Anamalai, des Brahmagiris, des Bababudan et des Biligirrangan, en Inde,.

## Comportement et écologie
Comme la plupart des gobemouches, il fait des sauts pour capturer des insectes et retourne à son perchoir. Il se nourrit principalement dans les niveaux inférieurs mais on peut parfois le trouver au sommet de la canopée. Le chant est une série de riches notes de gazouillis (ayant une ressemblance avec le cri du Tarier pie) tandis que le cri habituel est un doux pépiement nasal. Il se perche verticalement et produit le pépiement en faisant des mouvements de la queue de haut en bas.

## Reproduction
La saison de reproduction s'étend de mars à juin, mais le pic de ponte se situe en avril. Le nid est construit dans une cavité dans un talus de terre ou un trou d'arbre. Il utilise également les avant-toits des maisons et les boiseries des ponts. Le nid est une coupe avec des mousses et des lichens à l'extérieur avec quelques plumes et n'est pas très bien tapissé à l'intérieur.
La ponte habituelle est de deux à trois œufs. Les œufs sont brun crème avec une marbrure dense près de la partie la plus large de l'œuf,.

## Systématique
Le nom valide complet (avec auteur) de ce taxon est Eumyias albicaudatus (Jerdon, 1840).
L'espèce a été initialement classée dans le genre Muscicapa sous le protonyme Muscicapa albi-caudata Jerdon, 1840.
Ce taxon porte en français le nom vernaculaire ou normalisé suivant : Gobemouche des Nilgiri, Niltava des Nilgiri.
Eumyias albicaudatus a pour synonymes :
- Muscicapa albi-caudata Jerdon, 1840
- Eumyias albicaudata (Jerdon, 1840)
- Muscicapa albicaudata albicaudata